# Abram Alexandrowitsch Sluzkin
Abram Alexandrowitsch Sluzkin (russisch Абрам Александрович Слуцкин; * 5. Julijul. / 17. Juli 1891greg. in Borissoglebsk; † 13. Juli 1950 in Charkow) war ein sowjetischer Physiker.
Er spielte eine führende Rolle in der Entwicklung des Magnetrons und dessen Anwendung im Radar in der Sowjetunion.
Sluzkin war ab 1928 Professor an der Universität Charkow und war am Institut für Physik und Technologie der Ukrainischen Akademie der Wissenschaften. Dort entwickelte er in den 1930er Jahren Radartechnologie.
Er war seit 1939 korrespondierendes Mitglied und seit 1948 Akademiemitglied der Akademie der Wissenschaften der Ukrainischen SSR.